# ニューポート国際大学
ニューポート国際大学（Newport International University,ニューポートこくさいだいがく）は、ワイオミング州にある非認定校。
2002年にワイオミング州の高等教育機関の承認を得ていたが、2006年にワイオミング州が新しい法律を制定してからは、高等教育機関としての認定を受けられなくなった。大学は訴訟を起こしたが、ワイオミング州の最高裁判所は、ワイオミング州の判断を支持し、大学は2009年にワイオミング州の認可取得を放棄して、カリフォルニア州のニューポート大学との統合を計画すると発表した。
世界中に分校を設置しており、日本の神戸市には、ニューポート国際大学西日本校が設置されていた。2005年にケニア政府は、国内で200以上の学位を無効とする決定を下した。